# Робинсон, Мозес
Мозес Робинсон (англ. Moses Robinson; 22 марта 1741, Хардуик, Массачусетс — 26 мая 1813, Беннингтон, Вермонт) — политический деятель штата Вермонт. Робинсон был первым верховным судьей Вермонтской республики, также год проработал её губернатором. Будучи губернатором, он руководил успешными переговорами по присоединению Вермонта в качестве четырнадцатого штата к Соединенным Штатам Америки. Затем он стал одним из первых двух сенаторов Соединенных Штатов от штата Вермонт.

## Биография
Робинсон родился в Хардуике, в штате Массачусетс, где он провел свое детство. В 1761 году он переехал со своей семьей в Беннингтон.
Мозес Робинсон вскоре стал влиятельным жителем Беннингтона, служа городским клерком с 1762 года по 1781 год. Он занимался сельским хозяйством и продажей земли, а также активно участвовал в американском движении за независимость, служа полковником в вермонтской милиции во время Американской революции.

## Карьера
После провозглашения независимости штата Вермонт от Великобритании в 1777 году через год было создано правительство штата Вермонт, где Робинсон стал членом губернаторского совета и главным судьей Верховного суда штата Вермонт. Он служил в губернаторском совете до 1785 года и в качестве главного судьи Верховного суда до 1789 года, после чего он стал губернатором Вермонта, заменив Томаса Читтендена. Робинсон занимал пост губернатора до октября 1790 года, незадолго до того, как Вермонт был принят в состав Соединенных Штатов.
В 1789 году Робинсон получил почетную степень магистра искусств в Йельском университете, а в 1790 году он получил такую же степень в Дартмутском колледже.
Сразу после вступления Вермонта в США в 1791 году Робинсон был избран Генеральной Ассамблеей штата Вермонт на одно из двух мест в Сенате Соединенных Штатов. Он служил в Сенате в течение пяти лет из своего шестилетнего срока, с 17 октября 1791 года по 15 октября 1796 года, после чего ушел в отставку.
Выйдя в отставку, Робинсон вернулся в Беннингтон и снова занялся сельским хозяйством и земельной спекуляцией. Позже он служил в Палате представителей штата Вермонт в 1802 году.

## Смерть
Робинсон умер в Беннингтоне и похоронен на Старом Беннингтонском кладбище.